# Óvilági keselyűformák
Az óvilági keselyűformák (Gypinae) a madarak osztályának vágómadár-alakúak (Accipitriformes) rendjébe és a vágómadárfélék (Accipitridae) családjába tartozó alcsalád.
A korábban egységesnek tűnő alcsaládról kiderült, hogy polifiletikus, így három korábban ide sorolt fajt, a dögkeselyűt, a pálmakeselyűt és a szakállas saskeselyűt leválasztották az alcsaládról és egy önálló alcsaládba, a saskeselyűformák alcsaládjába sorolták őket.

## Rendszerezés
Az alcsaládhoz az alábbi 6 nem és 13 faj tartozik:
- Sarcogyps  (Lesson, 1842) – 1 faj 
  - pirosfejű keselyű (Sarcogyps calvus)

- Trigonoceps  (Lesson, 1842) – 1 faj 
  - gyapjasfejű keselyű (Trigonoceps occipitalis)

- Aegypius Savigny, 1809 – 1 faj
  - barátkeselyű (Aegypius monachus)

- Torgos  (Kaup, 1828) – 1 faj
  - füles keselyű (Torgos tracheliotos)

- Necrosyrtes  (Gloger, 1841) – 1 faj
  - csuklyás keselyű (Necrosyrtes monachus)

- Gyps  (Savigny, 1809) – 8 faj
  - fakó keselyű (Gyps fulvus)
  - fehérhátú keselyű (Gyps africanus)
  - fokföldi keselyű (Gyps coprotheres)
  - havasi fakókeselyű (Gyps himalayensis)
  - hosszúcsőrű keselyű (Gyps indicus)
  - karvalykeselyű (Gyps rueppelli)
  - bengál keselyű (Gyps bengalensis)
  - keskenycsőrű keselyű (Gyps tenuirostris)

## Képek

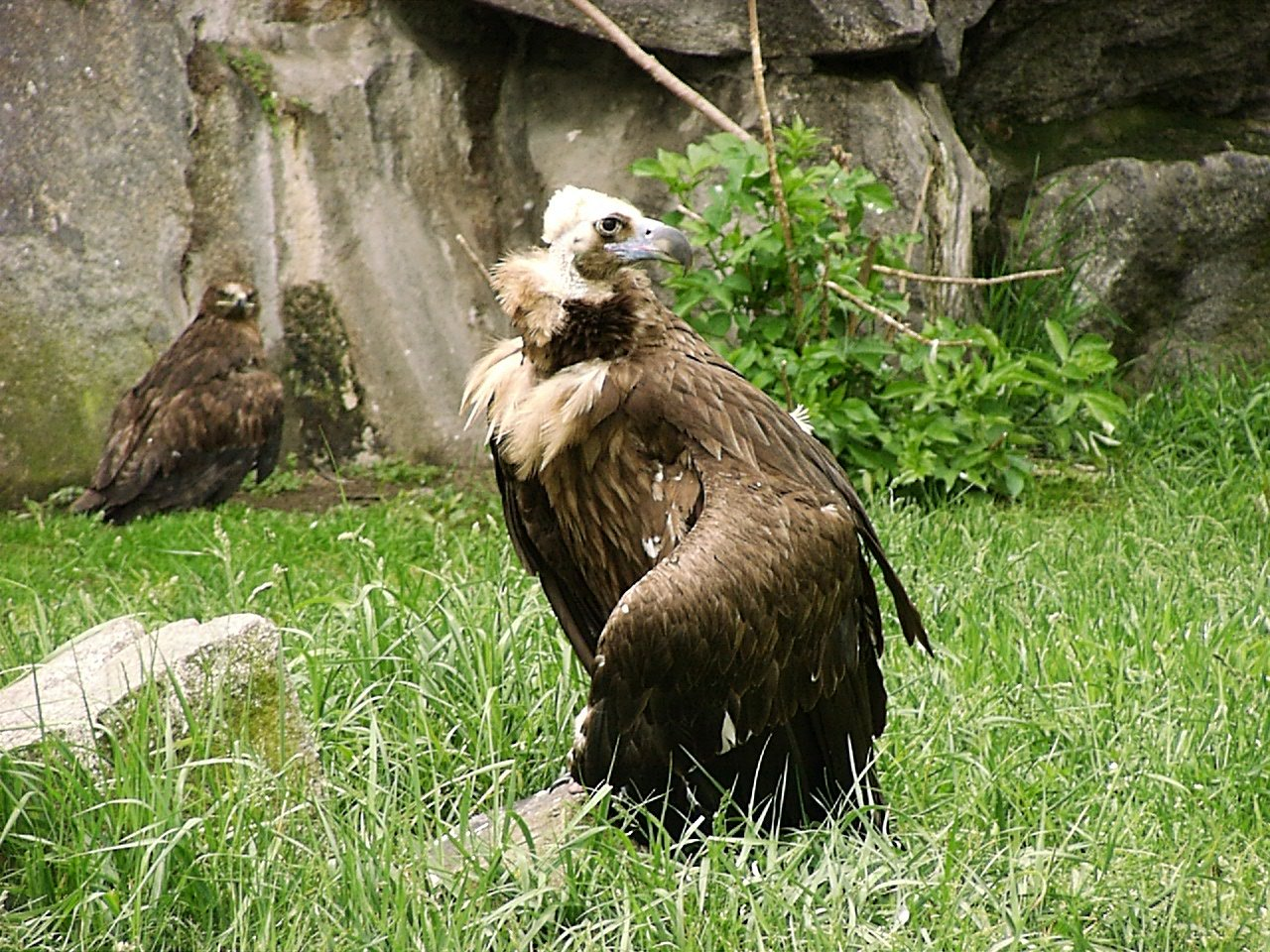
Barátkeselyű (Aegypius monachus)
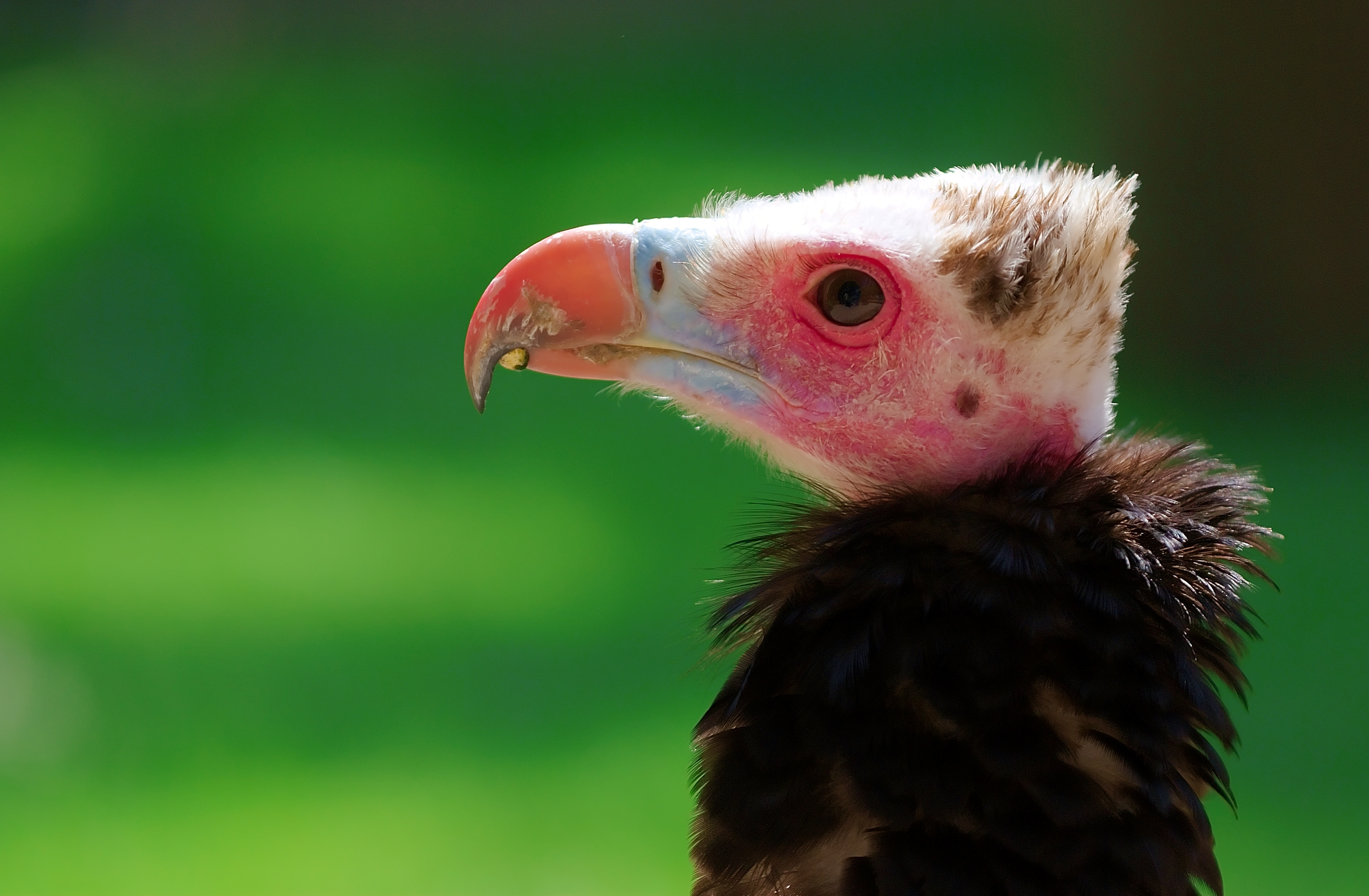
Gyapjasfejű keselyű (Trigonoceps occipitalis)
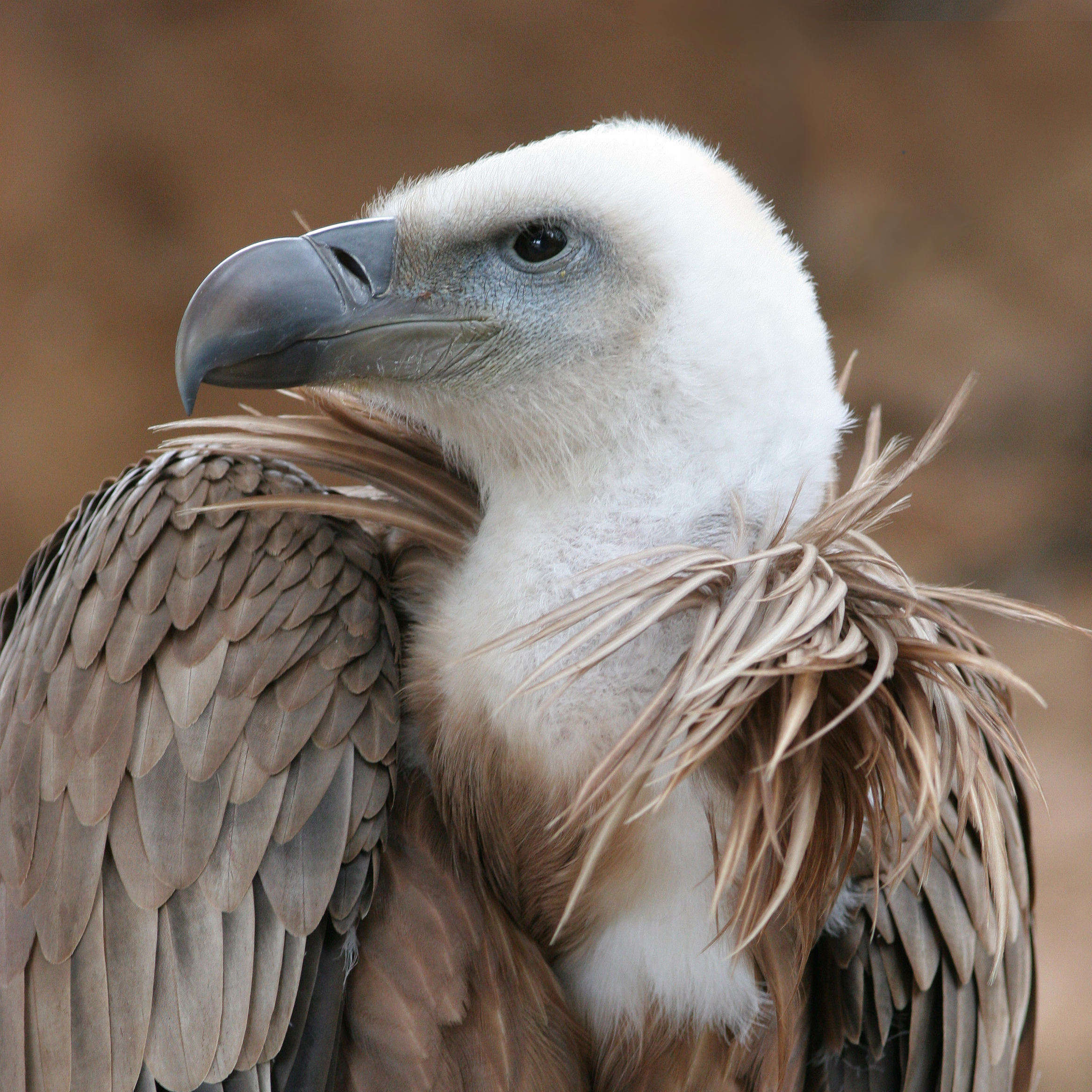
Fakó keselyű (Gyps fulvus)
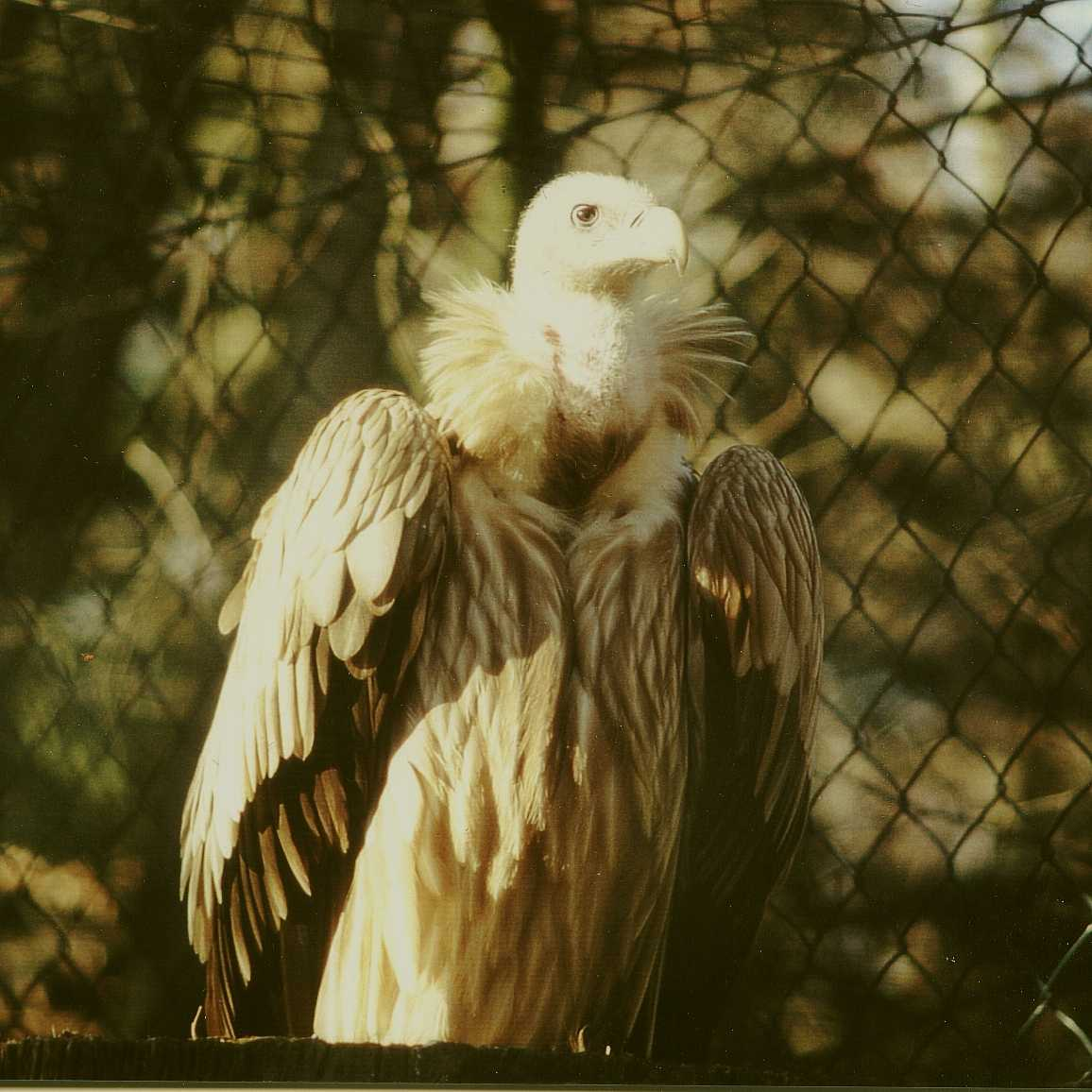
Havasi fakókeselyű (Gyps himalayensis
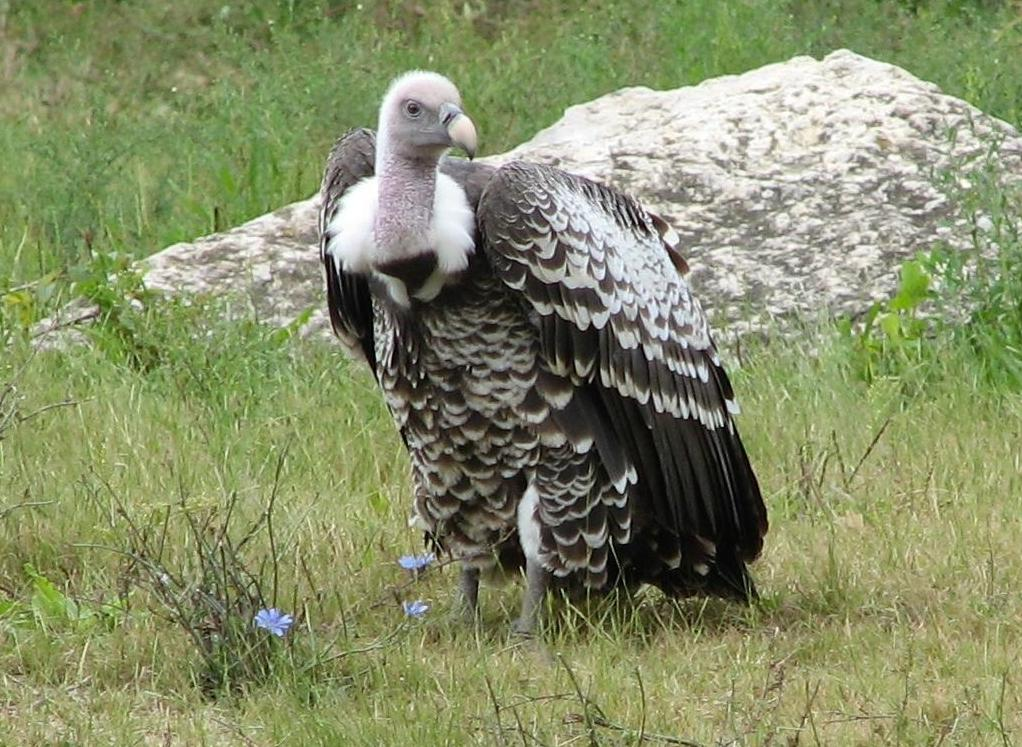
Karvalykeselyű (Gyps rueppelli)
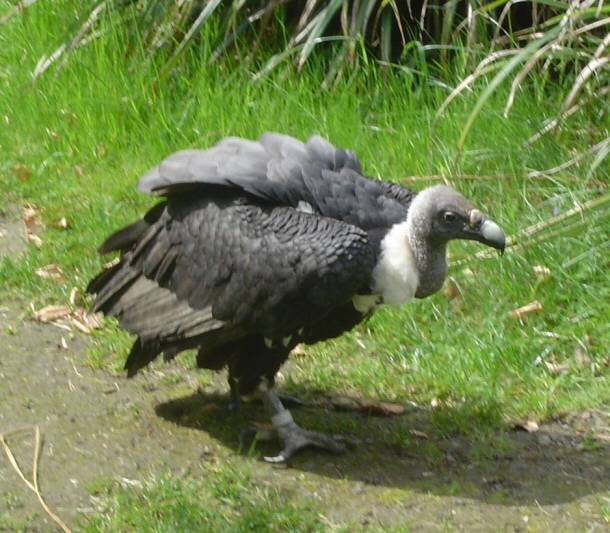
Bengál keselyű (Gyps bengalensis)
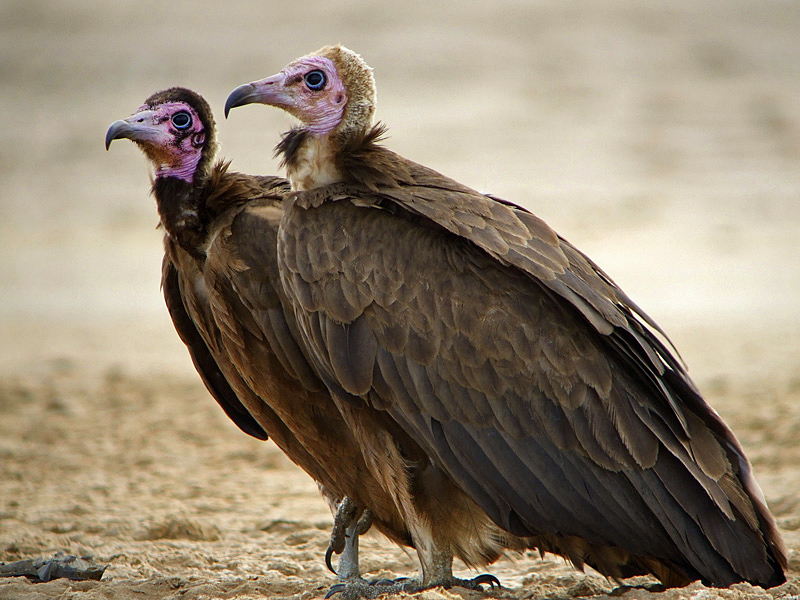
Csuklyás keselyű (Necrosyrtes monachus)